# Gruppo degli stati dell'Africa, dei Caraibi e del Pacifico
Il Gruppo degli stati dell'Africa, dei Caraibi e del Pacifico (abbreviato in ACP) è un'organizzazione internazionale formata dai paesi in via di sviluppo che partecipano al sistema di partenariato e cooperazione con l'Unione europea istituito dalla Convenzione di Lomé del 1975 e confermato dalla Convenzione di Cotonou del 2000.
Il numero dei paesi ACP è passato da 46 nel 1975 a 79 nel 2012 (48 paesi dell'Africa subsahariana, 16 dei Caraibi e 15 del Pacifico).
Oltre alla loro partecipazione allo stesso sistema di partenariato, i paesi ACP sono uniti da istituzioni comuni e da un segretariato permanente.

## Storia

### Sistema di cooperazione di Lomé, 1975-2000
Nel 1963 la Convenzione di Yaoundé aveva istituito un sistema di cooperazione tra le Comunità europee e diciotto "stati associati" dell'Africa e del Madagascar, tutti ex colonie degli stati membri delle Comunità. In corrispondenza dell'ingresso del Regno Unito nelle Comunità si pose il problema dei rapporti da instaurare con le ex colonie britanniche, che non facevano parte del sistema di Yaoundé. Furono firmati accordi con alcuni stati, come la Nigeria, la Tanzania, il Kenya e l'Uganda. Le ex colonie britanniche dell'Africa, dei Caraibi e del Pacifico furono poi associate ai negoziati per il rinnovo del sistema di cooperazione di Yaoundé, che condussero alla firma della Convenzione di Lomé il 1º febbraio 1975.
Con l'Accordo di Georgetown del 6 giugno 1975 al gruppo ACP fu riconosciuta una soggettività autonoma, e furono create istituzioni comuni e procedure di coordinamento e consultazione tra i paesi che ne facevano parte. Un coordinamento tra i paesi e un segretariato comune erano di fatto già stati istituiti durante i negoziati per la Convenzione di Lomé. Dopo una fase iniziale in cui i tre sottogruppi dell'Africa, dei Caraibi e del Pacifico avevano ciascuno un proprio portavoce, nella fase successiva dei negoziati i paesi ebbero un portavoce unico ed operarono in maniera piuttosto coesa.
Nel sistema di cooperazione di Lomé l'espressione "stati associati" precedentemente utilizzata fu abbandonata, a causa della sua sfumatura neocoloniale e per evidenziare il principio della parità nelle relazioni tra le Comunità europee e le controparti. A causa dell'allargamento della cooperazione ad ex colonie europee nei Caraibi e nel Pacifico, fu introdotta l'espressione "paesi ACP" per indicare i 46 paesi in via di sviluppo che partecipavano al sistema di Lomé.
Il 15 ottobre 1981 gli è stato riconosciuto lo status di osservatore dell'Assemblea generale delle Nazioni Unite.
La Convenzione di Lomé fu rinnovata a scadenze quinquennali fino al 1990 e rivista nel 1995. Il numero di paesi ACP aderenti al sistema di cooperazione è cresciuto costantemente durante i decenni (58 nel 1980, 65 nel 1985, 70 nel 1995), ma sono cresciute anche le disparità al loro interno e non sempre essi sono riusciti ad esprimere posizioni comuni. Nel 1997 si tenne il primo vertice dei capi di Stato e di governo dei paesi ACP.

### Sistema di cooperazione di Cotonou, 2000
Gruppo caraibico
     Gruppo africano orientale e meridionale
     Gruppo pacifico
     Gruppo africano occidentale
     Gruppo africano meridionale
     Gruppo africano centrale
     Gruppo africano orientale

I raggruppamenti dei paesi ACP introdotti dalla Convenzione di Cotonou:
Gruppo caraibico
Gruppo africano orientale e meridionale
Gruppo pacifico
Gruppo africano occidentale
Gruppo africano meridionale
Gruppo africano centrale
Gruppo africano orientale

La Convenzione di Cotonou del 2000 ha rifondato il sistema di cooperazione tra Unione europea e paesi ACP. Riconoscendo la diversità degli interessi e delle condizioni all'interno del gruppo ACP, la Convenzione ha introdotto un raggruppamento dei 77 paesi ACP aderenti in varie regioni. Nel 2005 27 paesi ACP istituirono l'assemblea parlamentare ACP.

## Istituzioni

### Organi politici
I paesi ACP hanno tre organi di tipo politico e decisionale: il vertice dei capi di Stato e di governo, il Consiglio dei ministri e il comitato degli ambasciatori. I tre organi sono in rapporto gerarchico. Dal 2005 i paesi ACP hanno inoltre un'assemblea parlamentare. L'apparato istituzionale è simile a quello dell'Unione europea (Consiglio europeo, Consiglio dei ministri, Comitato dei rappresentanti permanenti, Parlamento).

#### Vertice dei capi di Stato e di governo
Il primo vertice dei capi di Stato e di governo dei paesi ACP si è tenuto nel novembre 1997 a Libreville. Il vertice fu convocato per discutere sui cambiamenti internazionali avvenuti negli anni precedenti, sia a livello politico che economico. Da allora i capi di Stato e di governo si sono riuniti con una certa regolarità, all'incirca una volta ogni due anni.
Il vertice dei capi di Stato e di governo è l'organo supremo del gruppo ACP ed ha il compito di definire l'orientamento politico generale del gruppo e incaricare il Consiglio dei ministri per la sua messa in pratica. Il vertice dei capi di Stato e di governo è presieduto dal capo di Stato e di governo del paese ospitante ed è organizzato da lui, dal suo predecessore e dal suo successore (se già designato).

#### Consiglio dei ministri e comitato degli ambasciatori
Il Consiglio dei ministri è il principale organo decisionale del gruppo ACP ed è responsabile della messa in pratica delle linee guida politiche stabilite dai capi di Stato e di governo. Può adottare decisioni, risoluzioni o raccomandazioni. Il Consiglio è composto da un membro del governo di ciascun paese, oppure da un suo rappresentante. La composizione dipende dall'argomento delle singole riunioni, per cui ad esempio al Consiglio possono partecipare i vari ministri del commercio oppure i ministri della cultura. Particolarmente importante è il Consiglio dei ministri del commercio. Il Consiglio si riunisce in sessioni ordinarie due volte all'anno, ma può riunirsi anche in sessioni straordinarie. Al termine di ogni sessione ordinaria, il Consiglio elegge un ufficio di presidenza composto da un presidente, dal suo predecessore e dal suo successore e da sei rappresentanti regionali; la presidenza ruota tra le varie regioni del gruppo ACP.
Il comitato degli ambasciatori agisce per conto del Consiglio dei ministri nei periodi compresi tra le sessioni del Consiglio e può adottare decisioni, risoluzioni o raccomandazioni. È composto da un ambasciatore o da un altro rappresentante per ciascun paese. Il comitato assiste il Consiglio dei ministri e presenta una relazione sulle sue attività ad ogni sessione del Consiglio. I lavori del comitato sono coordinati da un ufficio, composto in maniera analoga all'ufficio di presidenza del Consiglio dei ministri. Il comitato è diviso in sei sub-comitati a carattere tecnico e settoriale (affari politici, sociali, umanitari e culturali, protocolli su commercio e materie prime, investimenti e settore privato, sviluppo sostenibile, finanziamenti e sviluppo, stabilimento e finanza).

#### Assemblea parlamentare
L'assemblea parlamentare ACP è stata istituita da 27 paesi del gruppo il 15 aprile 2005 a Bamako, anche se forme di cooperazione parlamentare esistevano già in precedenza. L'assemblea ha carattere consultivo.
Nel 2007 all'assemblea partecipavano i seguenti paesi: Angola, Barbados, Belize, Benin, Botswana, Burkina Faso, Burundi, Camerun, Capo Verde, Ciad, Congo, Repubblica Democratica del Congo, Isole Cook, Costa d'Avorio, Cuba, Dominica, Repubblica dominicana, Eritrea, Etiopia, Figi, Gabon, Ghana, Giamaica, Gibuti, Guinea, Guinea Equatoriale, Haiti, Kenya, Lesotho, Madagascar, Malawi, Mali, Mauritius, Mozambico, Namibia, Niger, Nigeria, Papua Nuova Guinea, Ruanda, St. Christopher and Nevis, St. Lucia, St. Vincent e Grenadines, Samoa, Senegal, Seychelles, Sierra Leone, Isole Salomone, Sudafrica, Sudan, Suriname, Swaziland, Tanzania, Togo, Tuvalu, Uganda, Zambia e Zimbabwe.

### Segretariato
I paesi ACP hanno un segretariato permanente con sede a Bruxelles, che dipende dagli organi politici. Il segretariato è incaricato di gestire le attività del gruppo dal punto di vista amministrativo ed assiste il processo decisionale e consultivo svolto dagli altri organi. Regolamento e bilancio del segretariato sono approvati dal Consiglio dei ministri, che decide anche la ripartizione delle spese per il segretariato tra i paesi membri.

#### Segretario generale
Il segretariato è guidato da un segretario generale esecutivo, nominato dal Consiglio dei ministri con mandato di 4 anni. Il segretario generale è responsabile dell'applicazione delle politiche e delle scelte del gruppo, della direzione e cooperazione della sua politica di cooperazione, del buon funzionamento del segretariato e della gestione del personale amministrativo.
Dal 1º marzo 2010 il segretario generale del gruppo ACP è il ghanese Mohamed Ibn Chambas. In precedenza Chambas ha ricoperto vari incarichi parlamentari e di governo nel suo paese ed è stato a capo dell'ECOWAS dal 2002 al 2010.

### Istituzioni UE-ACP
Oltre alle loro istituzioni specifiche, i paesi ACP partecipano assieme all'Unione europea alle istituzioni comuni create dalla Convenzione di Lomé e mantenute dalla Convenzione di Cotonou, tra cui il Consiglio dei ministri CEE/UE-ACP e l'assemblea parlamentare congiunta.

## Obiettivi
Uno degli obiettivi principali dei paesi ACP è coordinare le loro attività ed iniziative nell'ambito del sistema di partenariato con l'Unione europea. I paesi ACP puntano inoltre a rafforzare la solidarietà reciproca, a promuovere il loro sviluppo sostenibile, a ridurre la loro povertà, a integrarsi gradualmente nell'economia mondiale, a creare un ordine mondiale più giusto, a consolidare la pace e la stabilità e a promuovere società libere e democratiche.

## Lingue
Le due lingue ufficiali dell'ACP sono l'inglese e il francese.

## Stati membri
Dalla prima designazione del gruppo nel 1975 o dall'anno di adesione.

### Africa
| - Angola (1984) - Benin - Botswana - Burkina Faso - Burundi - Camerun - Capo Verde (1979) - Ciad - Comore (1979) - Rep. del Congo - Costa d'Avorio - Eritrea (1995) - Etiopia - Gabon - Ghana - Gambia | - Gibuti (1979) - Guinea - Guinea-Bissau - Guinea Equatoriale (1990) - Kenya - Lesotho - Liberia - Madagascar - Malawi - Mali - Mauritania - Mauritius - Mozambico (1984) - Namibia (1995) - Niger - Nigeria | - Rep. Centrafricana - RD del Congo - Sudafrica (1995) - Ruanda - São Tomé e Príncipe (1979) - Senegal - Seychelles (1979) - Sierra Leone - Somalia - Sudan - eSwatini - Tanzania - Togo - Uganda - Zambia - Zimbabwe (1984) |

### Caraibi
| - Antigua e Barbuda (1984) - Bahamas - Barbados - Belize (1984) - Cuba (2000) - Dominica (1979) - Giamaica - Grenada | - Guyana - Haiti (1990) - Rep. Dominicana (1984) - Saint Kitts e Nevis (1984) - Saint Vincent e Grenadine (1984) - Saint Lucia (1979) - Suriname (1979) - Trinidad e Tobago |

### Pacifico
| - Figi - Isole Cook (2000) - Isole Marshall (2000) - Isole Salomone (1979) - Kiribati (1979) - Nauru (2000) - Niue (2000) - Palau (2000) | - Papua Nuova Guinea (1979) - Samoa - Micronesia (2000) - Timor Est (2002) - Tonga - Tuvalu (1979) - Vanuatu (1984) |